# Espanya al Festival de la Cançó d'Eurovisió Júnior
Espanya va ser un dels països fundadors que va debutar al Festival de la Cançó d'Eurovisió Júnior en 2003.
Es tracta del país que millor recorregut i posicions ha portat al certamen, amb una victòria en 2004 amb l'artista María Isabel i la seva cançó "Antes muerta que sencilla", dos segones posicions i una quarta com a posició més baixa. Malgrat els seus bons resultats, Espanya va decidir en 2004 no tornar a participar en el certamen perquè, segons Javier Pons, exdirector d'RTVE, "fomenta estereotips que no compartim" i també per la "explotació" a la qual se sotmeten els nens.
Al Festival d'Eurovisió Júnior 2011, amb la intenció d'augmentar el nombre de participants per assegurar la viabilitat del concurs, la UER va negociar fins a l'últim moment amb les televisions d'Espanya (TVE), Itàlia (RAI) i San Marino (SMRTV). A pesar que Televisió Espanyola va mostrar cert interès a participar en el certamen, Espanya no va poder confirmar la seva participació a temps, de manera que no hi va poder participar. Així, s'esperava que Espanya tornés al festival en 2014 a través d'un canal de televisió privat no membre de la UER (Atresmedia o Mediaset), sota permís especial de l'organisme europeu. No obstant això, problemes burocràtics ho van impedir. Malgrat que va haver-hi plans per part de TVE per al retorn d'Espanya al Festival de la Cançó d'Eurovisió Júnior en l'edició 2014, finalment no es va materialitzar; deixant el país un any més fora de la competició infantil.
La UER va continuar en negociacions amb Televisió Espanyola, confirmada pel Supervisor Executiu Jon Ola Sand en la roda de premsa del Festival Juvenil, qui va afirmar que esperava que Espanya tornara al festival en un futur.
RTVE va anunciar el 25 de juny de 2019 que Espanya hi tornaria al Festival de 2019, que se celebrarà a Polònia, després de 12 llargs anys sense participar-hi.

## Gran triomf en 2004
La gran victòria espanyola va ser al festival de 2004, quan la cançó "Antes muerta que sencilla" va ser fins a 2015 la guanyadora que havia aconseguit la major quantitat de punts en la història d'aquest festival infantil (171 punts), seguida per Cory Spedding del Regne Unit, qui va rebre 140 punts. Després de trenta-cinc anys, Espanya tornava a guanyar un festival d'Eurovisió, on va rebre vuit puntuacions màximes de 12 punts i va ser votada per tots els països participants. També és important dir que es va establir la màxima puntuació de separació entre el primer i segon classificat, de 31 punts, el qual va ser fins a 2011 el màxim avantatge que ha tingut el primer lloc amb el segon en la història del festival.

## Participacions
Llegenda
| Any                                   | Seu         | Artista          | Cançó                       | Lloc | Punts |
| ------------------------------------- | ----------- | ---------------- | --------------------------- | ---- | ----- |
| 2003                                  | Copenhaguen | Sergio García    | «Desde el cielo»            | 2    | 125   |
| 2004                                  | Lillehammer | María Isabel     | «Antes muerta que sencilla» | 1    | 171   |
| 2005                                  | Hasselt     | Antonio José     | «Te traigo flores»          | 2    | 146   |
| 2006                                  | Bucarest    | Dani Fernández   | «Te doy mi voz»             | 4    | 90    |
| No hi va participar entre 2007 i 2018 |             |                  |                             |      |       |
| 2019                                  | Gliwice     | Melani García    | «Marte»                     | 3    | 212   |
| 2020                                  | Varsòvia    | Soleá Fernández  | «Palante»                   | 3    | 133   |
| 2021                                  | París       | Levi Díaz        | «Reír»                      | 15   | 77    |
| 2022                                  | Erevan      | Carlos Higes     | «Señorita»                  | 6    | 137   |
| 2023                                  | Niça        | Sandra Valero    | «LOVIU»                     | 2    | 201   |
| 2024                                  | Madrid      | Chloe DelaRosa   | «Como la Lola»              | 6    | 144   |
| 2025                                  | Tbilisi     | Gonzalo Pinillos |                             |      |       |

## Festivals organitzats a Espanya
| Edició                                       | Ciutat seu | Localització | Presentadors                              |
| -------------------------------------------- | ---------- | ------------ | ----------------------------------------- |
| Festival de la Cançó d'Eurovisió Júnior 2024 | Madrid     | Caja Mágica  | Melani García, Ruth Lorenzo i Marc Clotet |